# Monique Feltgen
Monique Feltgen (ur. 12 września 1965 w Luksemburgu) – luksemburska pisarka, tworząca głównie powieści kryminalne, ale także krótkie formy prozatorskie (opowiadania, nowele).
Feltgen pracuje na co dzień jako urzędniczka państwowa. Jest autorką trzech powieści kryminalnych, których akcja rozgrywa się w głównej mierze na terenie Luksemburga i w luksemburskich realiach. Wydana w 2008 r. powieść Tatort Rollengergronn została wyróżniona Luksemburską Nagrodą Literacką (luks. Lëtzebuerger Buchpräis).

## Dzieła
- 2006 - Das Rousegäertchen-Komplott
- 2006 - Endstation Steeseler Plateau
- 2008 - Tatort Rollengergronn
- 2009 - Todesfalle Knuedler
- 2010 - Showdown in Esch. Tom Becker ermittelt wieder